# Naturschutzgebiet Eller Forst
Das Naturschutzgebiet Eller Forst liegt auf dem Gebiet der kreisfreien Stadt Düsseldorf in Nordrhein-Westfalen.
Das aus zwei Teilflächen bestehende Gebiet erstreckt sich südöstlich der Kernstadt von Düsseldorf und westlich von Unterbach. Durch den östlichen Teil des Gebietes verläuft die Landesstraße L 404 und südlich die A 46. Am südöstlichen Rand des Gebietes erstreckt sich der 84 ha große Unterbacher See.

## Beschreibung
Das etwa 96,2 ha große Gebiet wurde im Jahr 1954 unter der Schlüsselnummer D-001 unter Naturschutz gestellt.
Im Inneren des Eller Forstes haben sich auf sumpfigen Böden besondere Waldformen – die so genannten Erlenbruchwälder – erhalten.“
„Im Erlenbruchwald steht das Grundwasser so hoch, dass in der Wintermonaten oft wochenlang die Bäume von Wasser oder Eisflächen umgeben sind. Allein die Erle hält diesen hohen Wasserstand auf Dauer aus. Die Wurzeln anderer heimische Baumarten, wie zum Beispiel der Buche, ertrinken unter gleichen Bedingungen förmlich im Wasser. Nur auf etwas trockeneren Partien finden sich neben der Erle auch Eiche, Esche und Hainbuche.
Die Gräben und Tümpel dieses Erlenbruchwaldes sind ein Paradies für Amphibien. Molche, Erdkröten und Grasfrösche finden hier eine ideale Kinderstube. Mit etwas Glück sieht man Graureiher, Sumpfmeise, Zaunkönig, Habicht oder andere der 41 Brutvogelarten die im Eller Forst vorkommen. Auch die Pflanzenwelt hat einige Besonderheiten zu bieten, wie zum Beispiel die Schwertlilie und die sehr seltene Wasserfeder, die auf der roten Liste der vom aussterben bedrohten Pflanzenarten steht.
Wandert man parallel zur Rothenbergstraße über den so genannten Siebenbrückenweg, verlässt man bald den geschlossenen Wald und erreicht eine große freie Feuchtwiese mit Röhricht und Seggenarten. Hier brütet im Frühjahr der Teichrohrsänger und nicht selten kann man in den frühen Morgenstunden auch ein Reh oder einen Fuchs beobachten, solange das Gras noch nicht zu hoch gewachsen ist. Eine Besonderheit wurde erstmals vor einigen Jahren am Rand der Feuchtwiese entdeckt: Der wenige Zentimeter große Ulmen-Zipfelfalter, ein seltener Kleinschmetterling, der ebenfalls auf der Roten Liste steht“.
Die Ausweisung des „Naturschutzgebietes Eller Forst“ verfolgt folgende Schutzziele:
Die Erhaltung und Entwicklung der naturnahen Laubwälder, insbesondere der Bruchwälder und Eichen-Hainbuchenwälder, im Komplex mit offenen Feuchtwiesen, Röhrichten und Seggenriedern als Lebensraum bedrohter Tier- und Pflanzenarten.

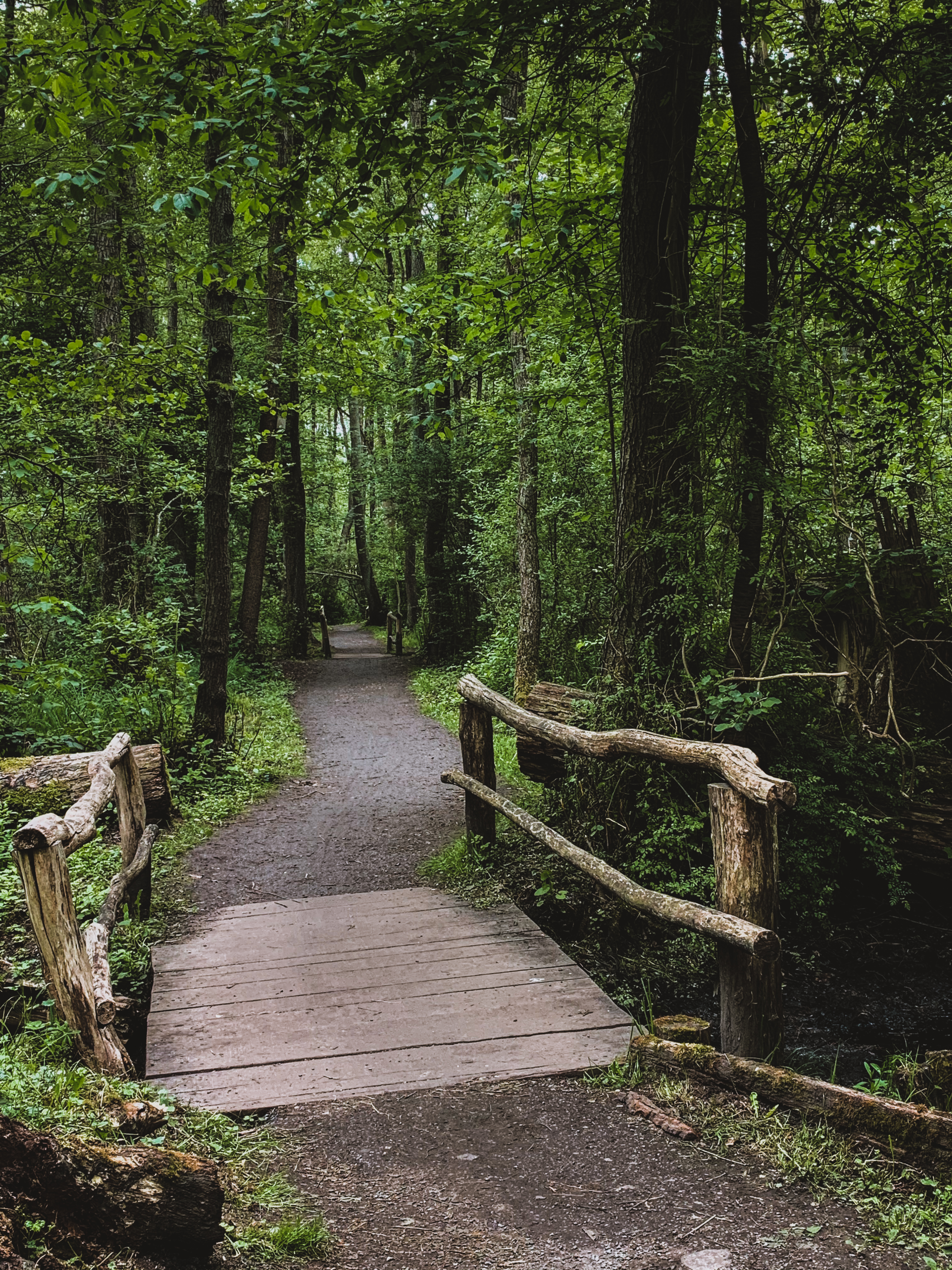
Siebenbrückenweg
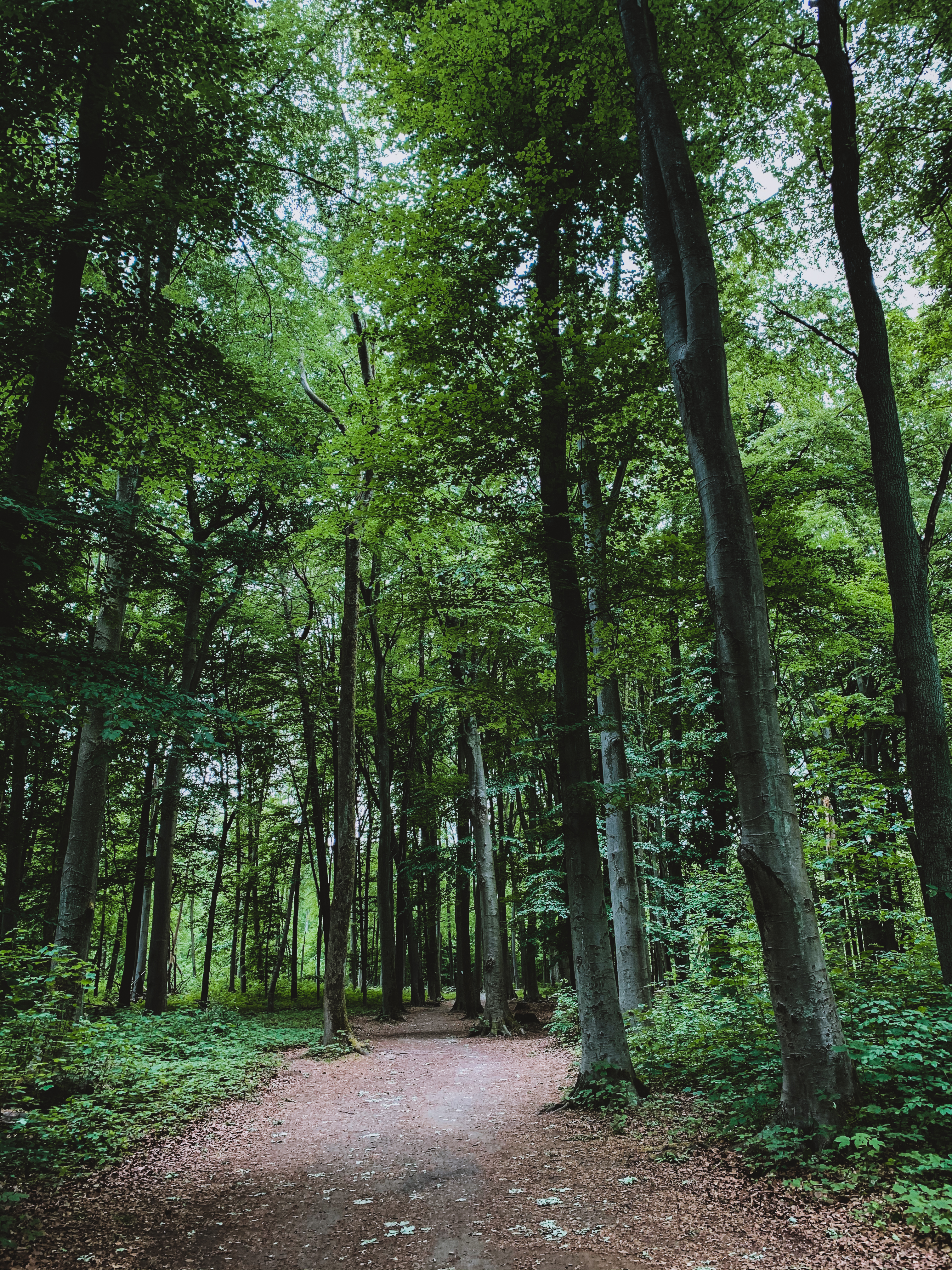
Eller Forst
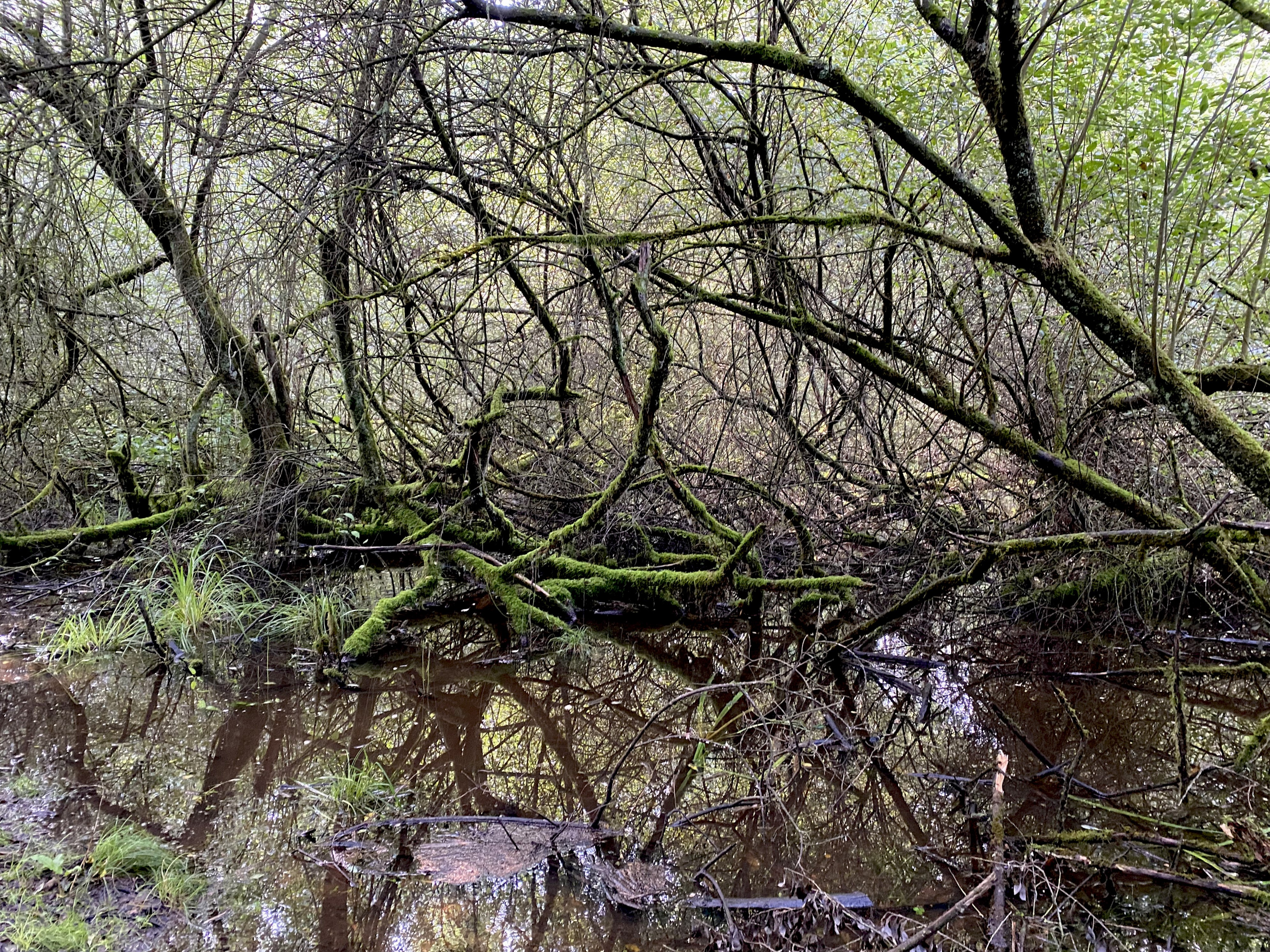
Erlenbruchwald am Sieben-Brücken-Weg
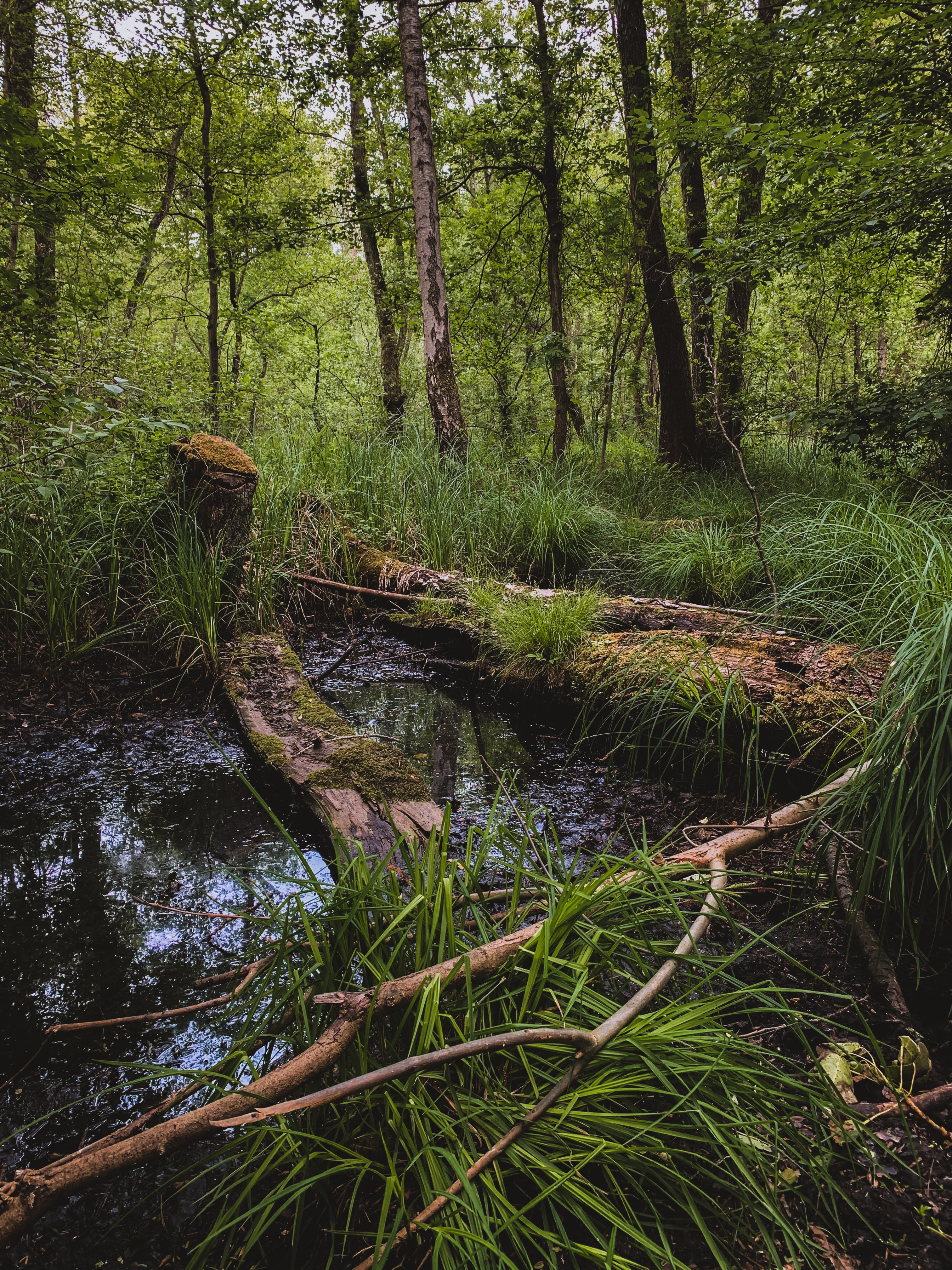
Seggen im Bruchwald
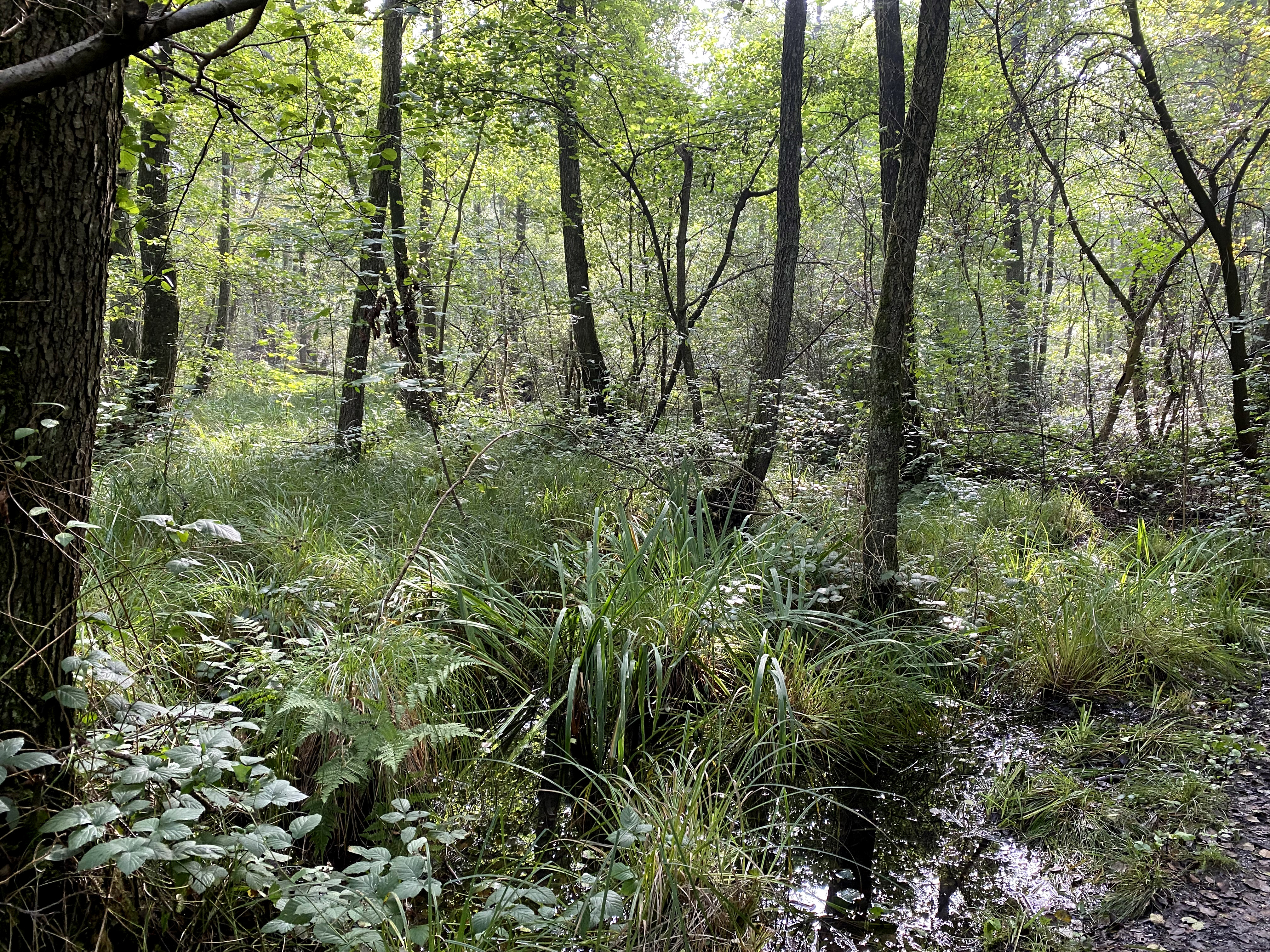
Erlenbruchwald im Sommer
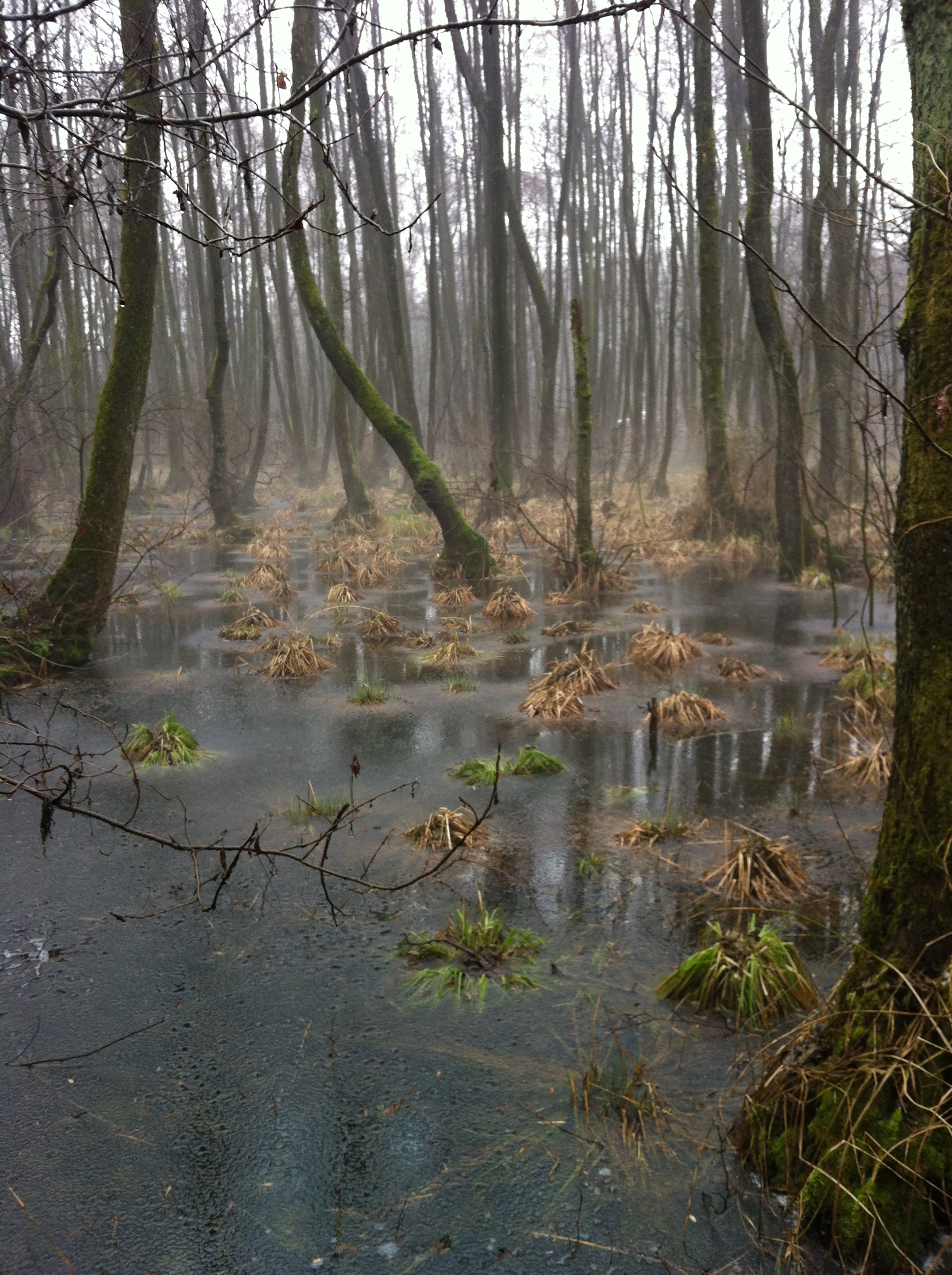
Erlenbruchwald – Bulten in halb zugefrorenen Tümpeln (Febr. 2013)
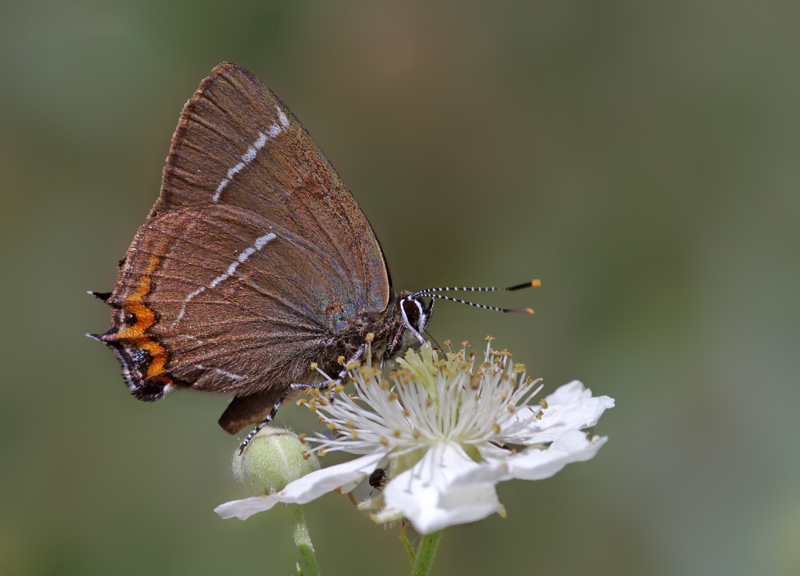
Ulmen-Zipfelfalter
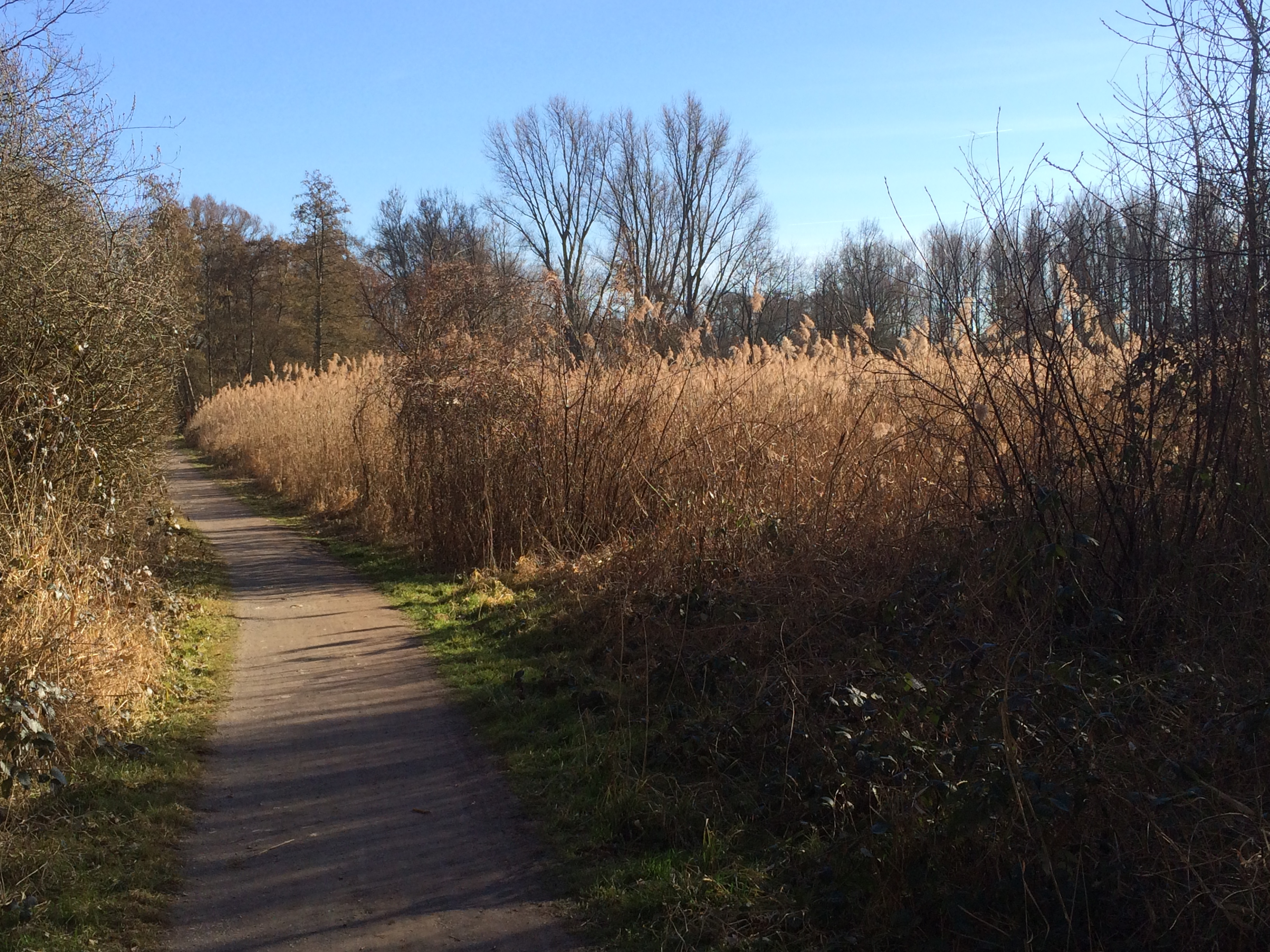
Schilfrohr am Siebenbrückenweg
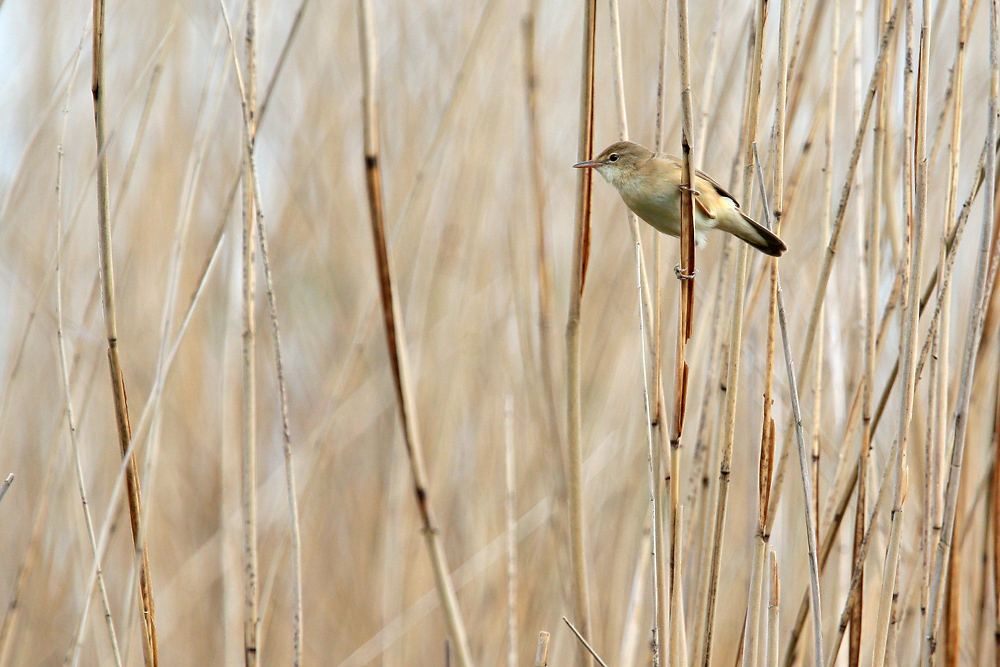
Teichrohrsänger (Acrocephalus scirpaceus)
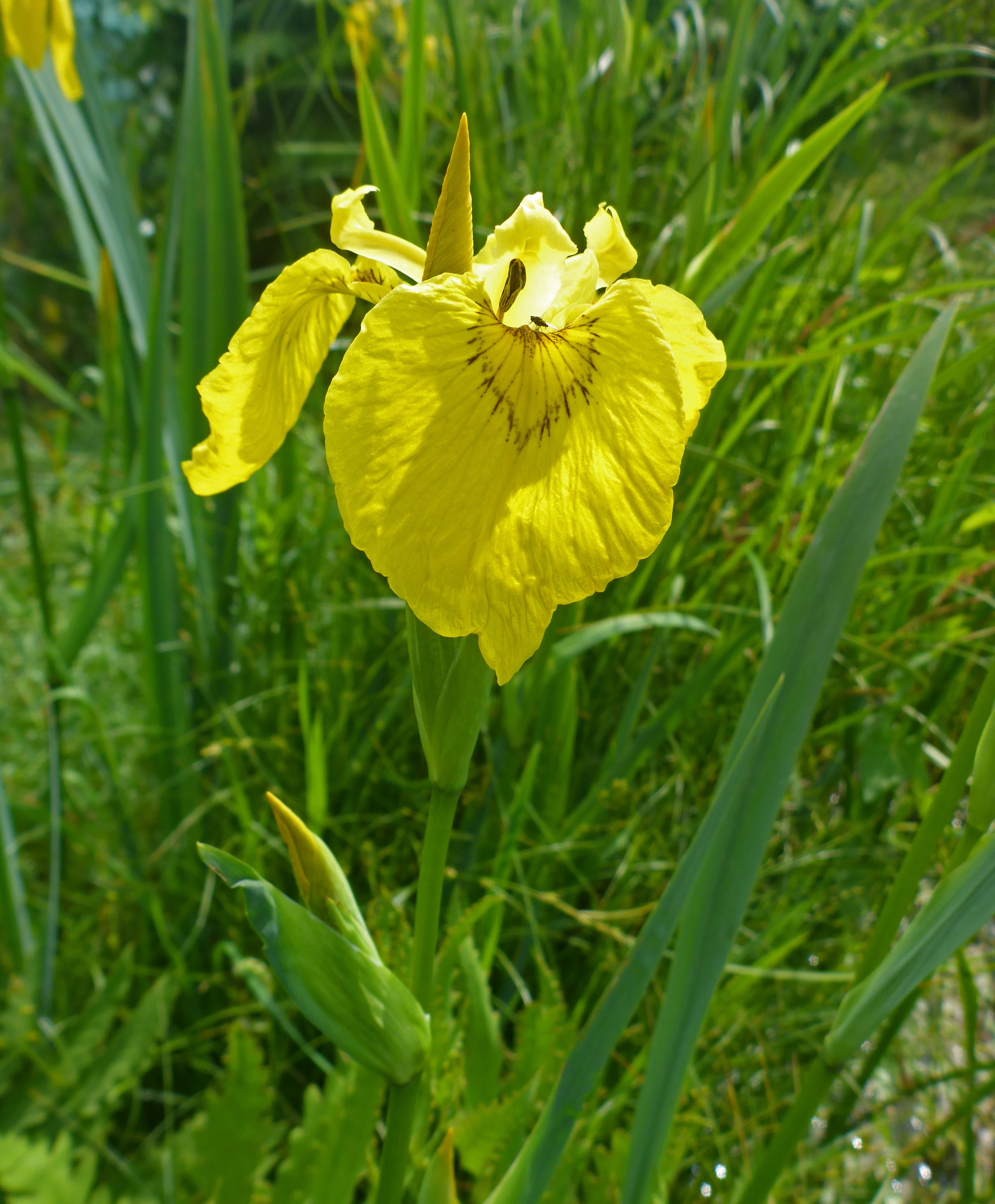
Sumpf-Schwertlilie (Iris pseudacorus)
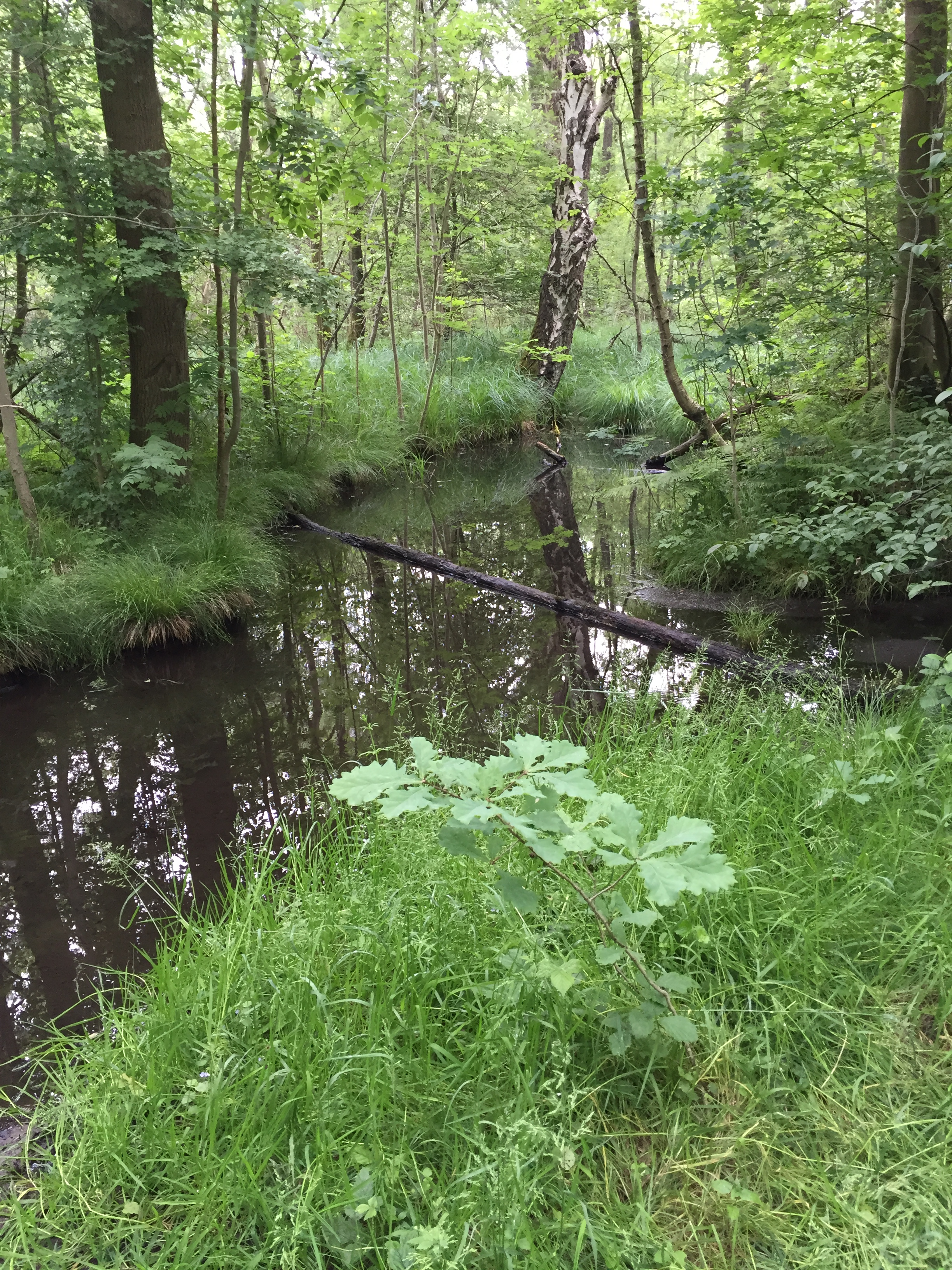
Graben am Siebenbrückenweg
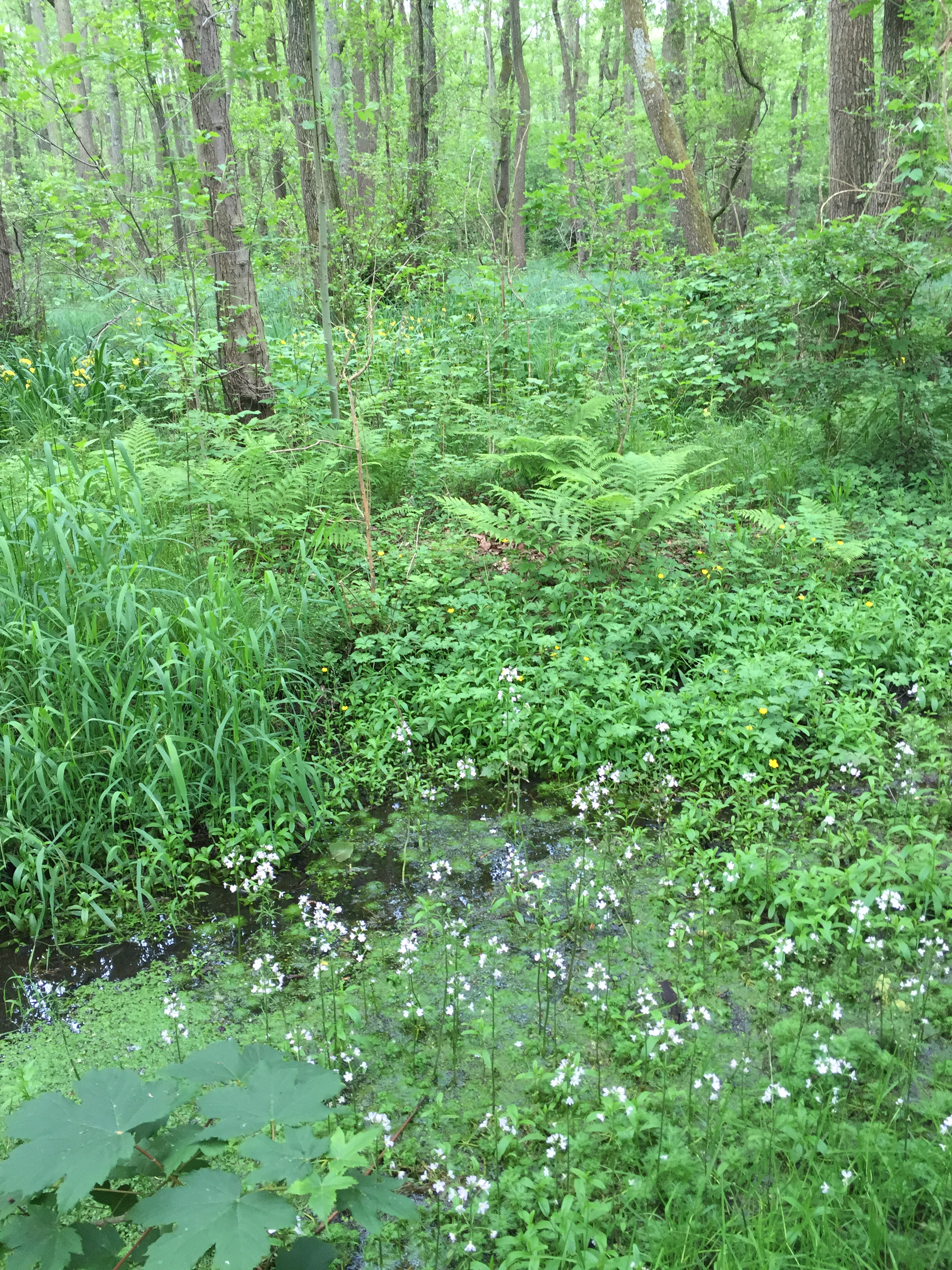
Blühende Wasserfeder im NSG
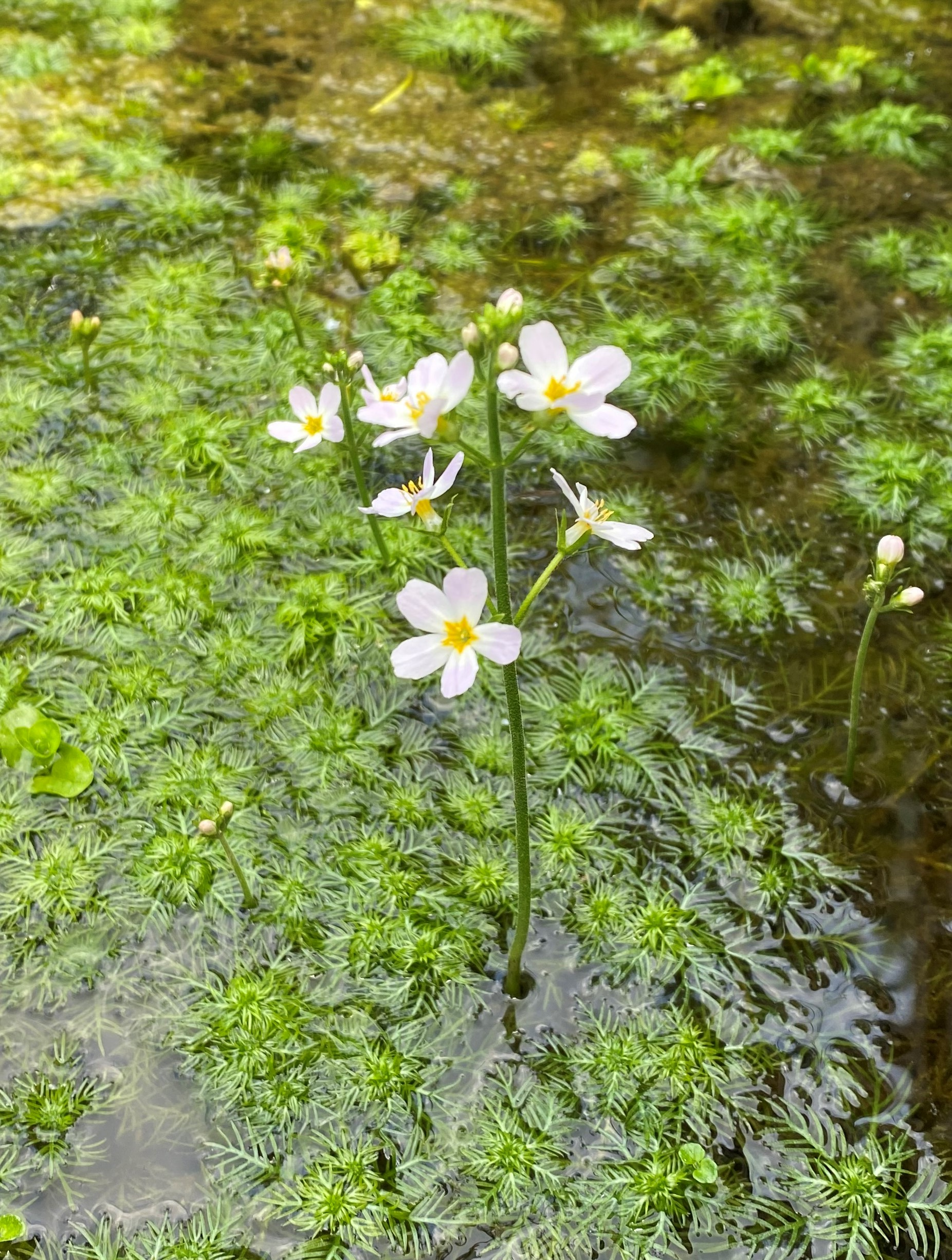
Wasserfeder (Hottonia palustris)
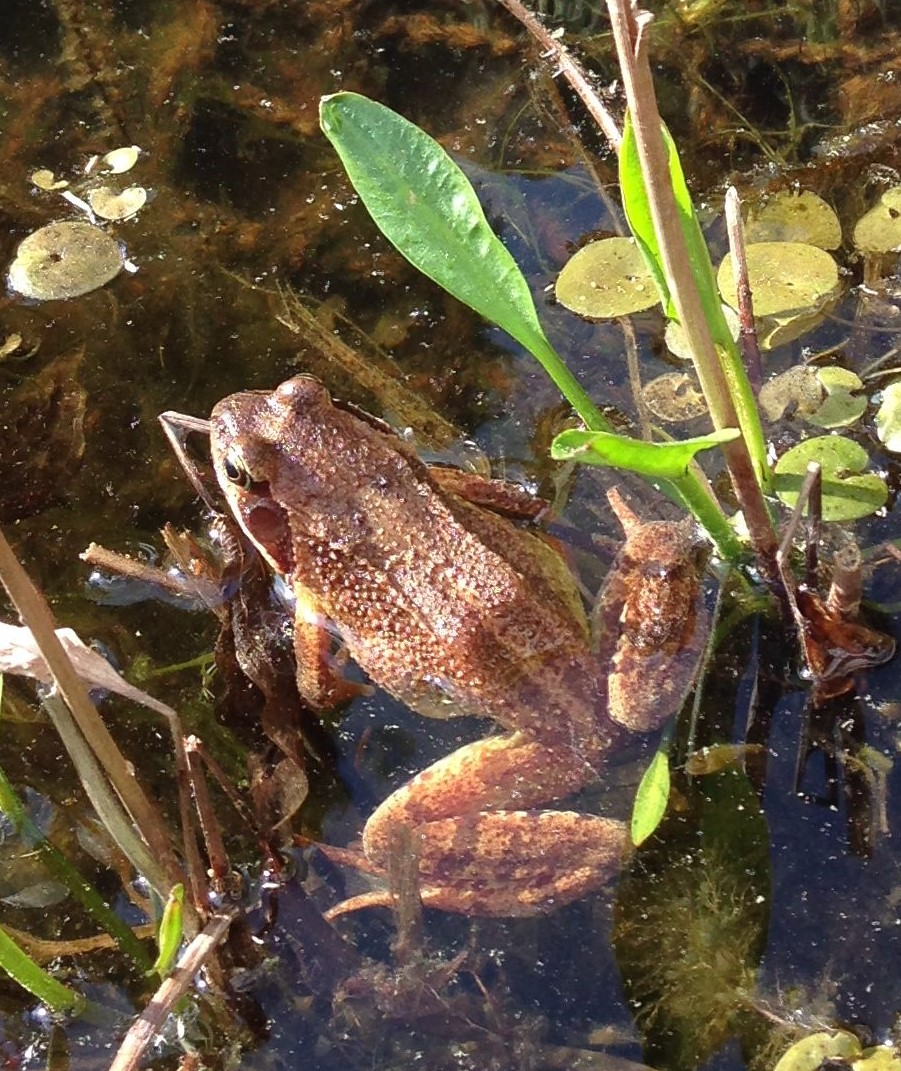
Grasfrosch (Rana temporaria)
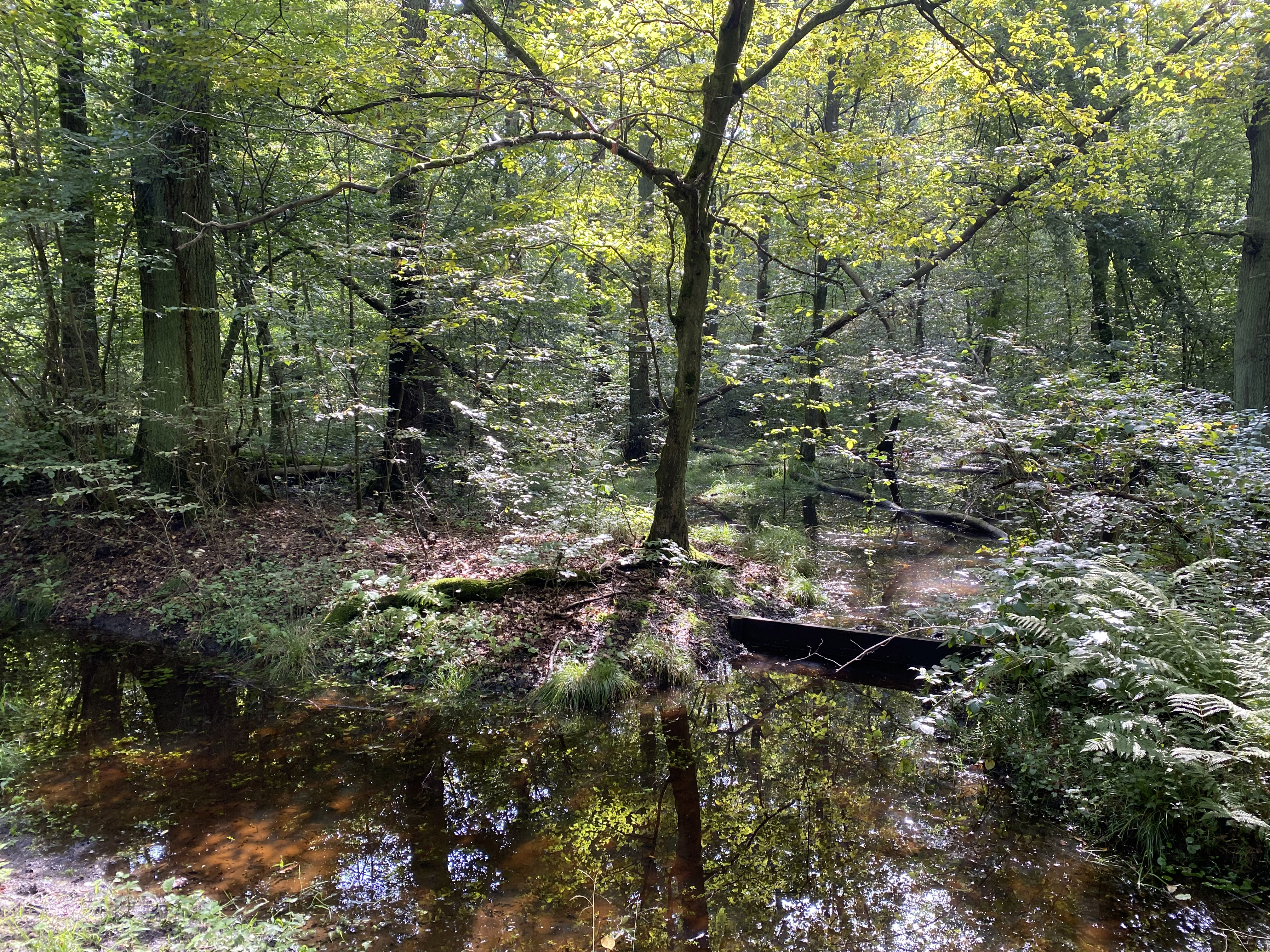
Bewässerungsregulierung am Kikweg – Graben